# Чарлинское сельское поселение
Чарлинское се́льское поселе́ние — муниципальное образование в Кукморском районе Татарстана Российской Федерации.
Административный центр — село Чарли.

## География
Расположено на востоке Кукморского района. По рельефу представляет собой слабо волнистую равнину, расчленённую балками и оврагами. Почвенный покров обусловлен разнообразием материнских пород. Преобладающими почвами на территории сельского поселения являются дерново-карбонатные выщелоченные и серые лесные тяжело и среднесуглинистого состава. Растительный мир представлен в основном травянистой растительностью. В растительном покрове преобладающими растительными группировками являются мелкозлаково-красноовсяницевой, мятликовые типа лугов.

## История
Дата образования сельсовета — 1918 год.

## Население
| 2010 | 2011 | 2012 | 2013 | 2014 | 2015 | 2016 |
| ---- | ---- | ---- | ---- | ---- | ---- | ---- |
| 724  | ↘723 | ↘719 | ↘702 | ↘679 | ↘653 | ↘641 |
| 2017 | 2018 |      |      |      |      |      |
| ↘630 | ↘612 |      |      |      |      |      |

## Состав сельского поселения
| № | Населённый пункт  | Тип                          | Население |
| - | ----------------- | ---------------------------- | --------- |
| 1 | Плаксиха          | деревня                      | 19        |
| 2 | Постников Починок | посёлок                      |           |
| 3 | Татарская Тулба   | деревня                      |           |
| 4 | Чарли             | село, административный центр |           |